# Conemaugh Township (comté d'Indiana, Pennsylvanie)
Conemaugh Township est un township situé au sud-ouest du comté d'Indiana, en Pennsylvanie, aux États-Unis,. En 2010, il comptait une population de 2 294 habitants.

## Démographie
Lors du recensement de 2010, le township comptait une population de 2 294 habitants. Elle est estimée, en 2018, à 2 242 habitants.

### Source de la traduction
- (en) Cet article est partiellement ou en totalité issu de l’article de Wikipédia en anglais intitulé « Conemaugh Township, Indiana County, Pennsylvania » (voir la liste des auteurs).